# David Russowski
David Russowski (Cruz Alta, 1 september 1917 - São Paulo, 14 september 1958) was een Braziliaanse voetballer en is vooral bekend onder zijn spelersnaam Russinho. 

## Biografie
Russinho begon zijn carrière bij Americano, een kleinere club uit Porto Alegre en maakte later de overstap naar Grêmio. In 1938 ging hij voor Internacional spelen. In 1940 scoorde hij in de finale van het Campeonato Gaúcho tegen Bagé waardoor de club kampioen werd. Ook het seizoen erna had hij een voet in een paar van de vele goals die de club maakte in de finale tegen Rio Grande. Ook in zijn laatste seizoen bij de club, in 1942 scoorde hij in de finale om de staatstitel, nu tegen Floriano. Hij beëindigde zijn carrière vrij vroeg om advocaat te worden. Hij overleed in 1958 aan de gevolgen van een medische ingreep. 